# Дер Ністер
Пінхус Мендельович Каганович (їд. פּנחס קאַהאַנאָוויטש, 1 листопада 1884, Бердичів, — 4 червня 1950, Мінлаг, Комі АСРСР, неподалік від селища Абезь), відомий під псевдонімом Дер Ністер (їд. דער נסתּר, «прихований») — видатний єврейський письменник, журналіст, перекладач та критик.

## Життєпис
Дер Ністер народився у Бердичеві, який називали єврейською столицею України. Його старший брат Аарон був Брацлавським хасидом, а його молодший брат Мотл (Макс) став скульптором та переїхав до Парижу. У короткій автобіографії, написаній для Спілки письменників СРСР, Дер Ністер зазначає, що він отримав традиційну єврейську освіту у початковій та середній школі. Він почав самостійно заробляти собі на життя з 17 років, даючи приватні уроки. У Бердичеві був частим гостем у квартирі своїх вчителів Лейба та Фріди Броварників, але подружжя згодом переїхало до Києва. Авраам Новерштерн припускає, що Дер Ністер покинув Бердичів 1905 року, щоб уникнути призову.
1912 року Дер Ністер одружився з Рахель Зільберфарб. Того ж року вони почали викладати в Житомирі, а потім у школі для єврейських дівчат із бідних сімей у Голті. 1910 року Дер Ністер відвідав Варшаву, де познайомився з письменником Іцхаком Лейбушем Перецем, який порадив йому переїхати до Санкт-Петербурга, Варшави або Берліну, щоб чогось досягти. Дер Ністер спочатку не хотів дослухатися до цієї поради, оскільки йому більше подобалося жити у провінції, але 1918 року переїхав до Києва, де прожив до 1920 року. Там Дер Ністер був частиною спільноти, яка гуртувалася довкола організації Культур-Ліга.
Коли у квітні 1920 року Давид Бергельсон, Лев Квітко та інші представники Культур-Ліги написали відкритого листа до американських колег із проханням про допомогу, оскільки вони вже не могли більше виносити голоду та постійного страху погромів, письменники Нью-Йорка надіслали їм гроші, зокрема $100 було надіслано особисто Дер Ністеру. 1920 року Дер Ністер переїхав до Москви. Місто видалося йому «наполовину мертвим, схожим на Помпеї». Він працював редактором дитячої літератури та викладав єврейським дітям, які стали сиротами внаслідок погромів. У дитячій колонії у Малаховці він познайомився з Марком Шагалом.
Наприкінці 1921 року Дер Ністер переїхав до Німеччини. Знайомі з київської Культур-Ліги допомогли йому зробити посвідчення журналіста нью-йоркського видання «Forverts», хоча насправді він там не друкувався.
Оскільки Дер Ністер не зміг найти роботу у Берліні, він почав працювати у радянській торговій місії у Гамбурзі. 1926 року Дер Ністер повернувся до Радянського Союзу, де почали активно виділяти кошти на єврейську освіту та культуру. Твори Дер Ністера були менш популярними, ніж твори інших єврейських письменників. За статистикою Київської єврейської бібліотеки, директором якої був його колишній викладач Лейб Броварник, 1930 року його книжки взяли прочитати 58 разів, у той час як твори Шолом-Алейхема взяли прочитати 1423 рази, а твори Давида Бергельсона — 718 разів.
З 1928 року Дер Ністер жив у Харкові. 1941 року Дер Ністер евакуювався разом із Харківським Державним Єврейським Театром до Тбілісі, а потім до Самарканду. Згодом він переїхав у Ташкент на запрошення Московського Державного Єврейського Театру. Там він працював над перекладом узбецької п'єси Хамзи та написав збірку документальних оповідань «Korbones» («Жертви») про Голокост. Її було видано 1943 року у Москві. У Ташкенті Дер Ністер дописав другий том роману «Родина Машбер». Під час Другої Світової війни Дер Ністер був членом Єврейського антифашистського комітету. Його донька загинула у блокадному Ленінграді. 1947 року Дер Ністер приїжджав у Біробіджан з переселенцями з України.
Дер Ністера було заарештовано 19 лютого 1949 року за Справою Єврейського антифашистського комітету, зокрема за «зв'язки з націоналістами та антирадянську агітацію». 4 червня 1950 року він помер у Мінеральному таборі.

## Творчість

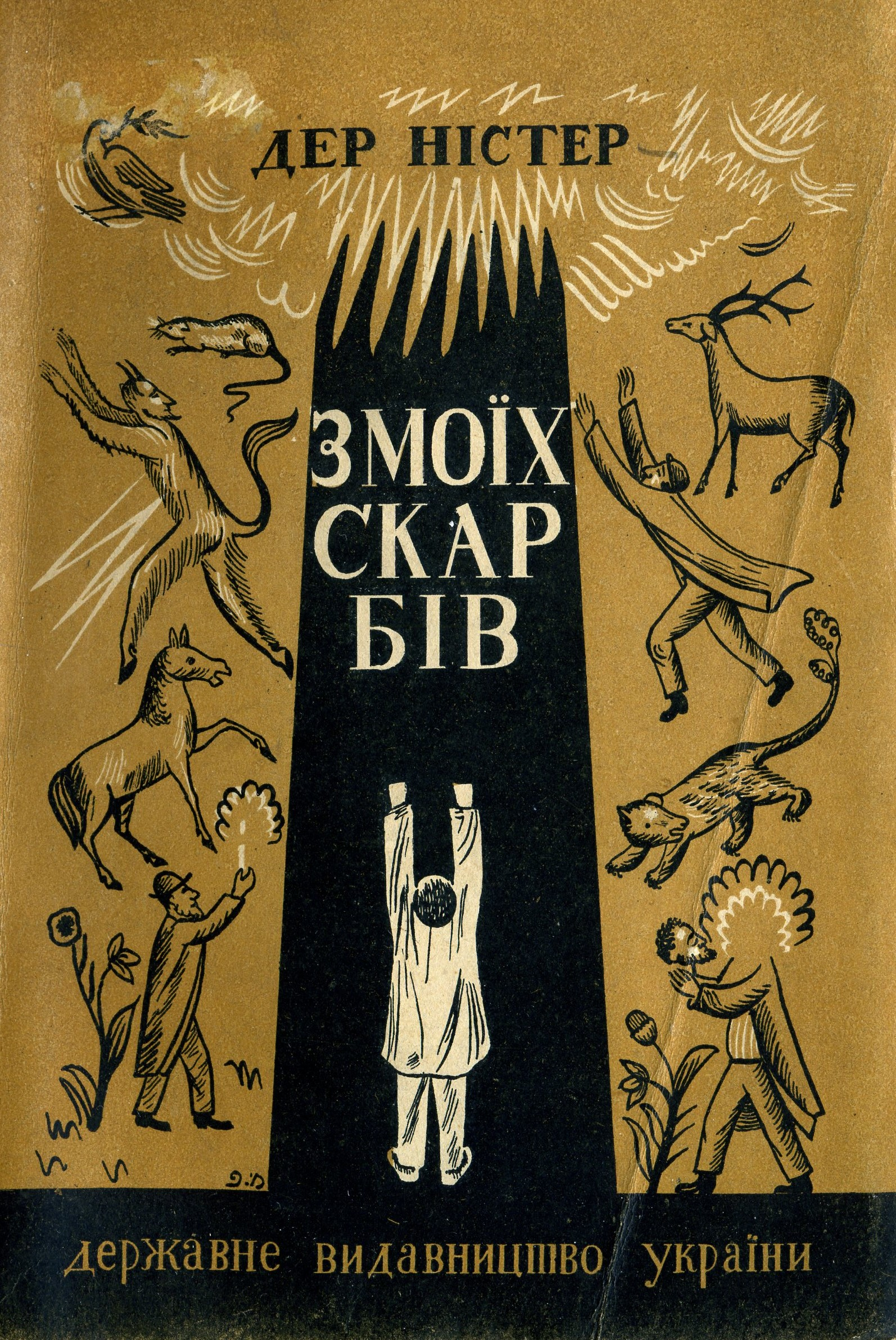
З моїх скарбів (1930)

Хоне Шмерук запропонував ділити творчий шлях Дер Ністера на дві частини — до та після оповідання «Unter a ployt» («Під плотом»), написаного 1929 року. Натомість Герш Ременік виокремлював три етапи його творчості:
1. 1907—1917 — символістська поезія
2. 1917—1929 — символістська проза
3. Реалістична проза.

1907 року Дер Ністер видав свою першу книжку у Вільні. 1910 року його друга книжка вийшла друком у Варшаві, а 1912 року було видано його третю книжку у Києві. Під час Першої світової війни, до 1917 року, у Російській імперії було заборонено друкувати книжки єврейською мовою. 1922 року єврейське видавництво порадило йому видати його твори закордоном. Дер Ністер вирушив у Берлін, де було видано дві збірки його творів, а саме Gedakht (Berlin: Yidisher literarisher farlag, 1922–23) та Mayselekh in ferzn (Berlin: Shveln, 1923).
Роботи, написані протягом цього часу, було опубліковано у періодичних виданнях «Shtrom» (Москва), «Di royte velt» (Харків) та «Україна» (Київ). Після повернення до Києва 1925 року Дер Ністер почав працювати редактором Народної Серії, яка виходила друком у видавництві Культур-Ліга. 1928 року, переїхавши до Харкова, він продовжив писати власні твори й редагувати твори інших єврейських письменників для Центрального Видавництва. Тоді ж почав перекладати твори російських та західних письменників мовою їдиш.
Починаючи з 1931 року, Дер Ністер почав писати документальну прозу для журналу «Di royte velt». У 1934 році ці історії увійшли до його збірки «Hoyptshtet» («Столиці»). 1939 року у Москві було видано першу частину «Родини Машбер». Друге видання першого тому побачило світ у Вільнюсі на початку 1941 року.

## Перекладацька діяльність
Дер Ністер знав їдиш, іврит, російську, німецьку та українську. Він переклав «Собор Паризької Богоматері» Віктора Гюго та «Жерміналь» Еміля Золя мовою їдиш, але ці переклади, ймовірно, були зроблені з російської. 1933 року харківське видавництво видало його переклад оповідання Івана Кулика з української мовою їдиш. 1935 року вийшли його адаптовані переклади для дітей, зокрема, переклади казок Ганса Крістіана Андерсена, творів Джека Лондона, Івана Тургенєва та Льва Толстого.

## Критика
Критичні публікації в пресі почали з'являтися після перших видань Дер Ністера. У рецензії, яка вийшла напередодні Першої Світової війни у нью-йоркському місячнику «Tsukunft» Шмуель Розенфельд називав його «абсурдним, туманним та непрозірним» та доводив, що «містична література» так само шкідлива як і порнографія. Давід Хофштейн називав Дер Ністера «безнадійно провінційним» та дошкуляв йому за надмірну прихильність до символізму. Яша Бронштейн та Хацкель Дунец, представники Мінської групи з осередку журналу «Shtern», також виступали проти символізму та «ністерізму».
1916 року було видано працю Шахно Епштейна «Дер Ністер як соціальний поет». У журналі «Di royte velt» Епштейн назвав Дер Ністера одним із найоригінальніших письменників. Літературний критик Ісаак Нусінов також виступив на захист Дер Ністера, хоча і зазначив, що його праці відвернули увагу деяких молодих письменників від Жовтневої революції. Моше Літваков назвав його продовжувачем традиції, започаткованої І. Л. Перецем.
Ієхезкель Добрушин у листі до Г. Лейвіка так пояснював, за що він не любить поета Мойше Надіра: «Якщо письменник зневажливо ставиться до таких людей як Дер Ністер та Лейвік, це означає, що він має якесь відношення до літературної діяльності, але він точно не має відношення до літератури як такої».
Після публікації роману «Родина Машбер», Арон Гурштейн опублікував схвальну рецензію на нього в «Літературній газеті».
У передмові до українського перекладу «З моїх скарбів» Олександр Фінкель зазначає: «Ністерові твори слід сприймати, не перекладаючи їх на мову повсякденності й побуту, не шукаючи в них своїх особистих знайомих та епізодів з життя своїх близьких, а так, як музику — динаміку звуків, їх мелодійне та гармонійне оформлення. <…> Після нього вже не можна було писати, як колись».

## Переклади українською
Хоча у передмові до видання «Uncovering the Hidden. The Works and Life of Der Nister», помилково зазначається, що Дер Ністер він був єдиним відомим єврейським письменником, твори якого не було перекладено українською або російською мовою протягом радянської доби, у 1930 році збірка його творів «З моїх скарбів» була видана українською за редакцією Олександра Фінкеля. Це сталося через рік після її публікації мовою їдиш. У збірці «З моїх скарбів» оповідання «Під плотом» та «Чорти» вийшли у перекладі Зінаїди Йоффе. Також Дер Ністер публікувався у журналі «Літературний ярмарок» у перекладі Єфраїма Райцина.

## Видання в Україні
- ניסטער. דער ־ ליט. סאוו. // מאשבער״(מישפאכע ״די ראמאנ טײל ־טנ2 פונ קאפיטל)א :באנקראט N23M940 .־ז.44-90. Дер Ністер. Банкрут: (Розділ з 2-ї ч. роману «Сім'я Машбер»).
- Der Nister. Fun maine giter. — Mel.-farl. tun Ukraine, 1929. — 230, [2] s. Дер Ністер. З моїх скарбів: Оповідання.
- Дер Ністер. З моїх скарбів: 3бірка оповідань / Пер. з євр. за ред. О.Фінкеля. — [X.]: Держвидав України, 1930. — 256 с.
- Der Nister. Gedacht: [Derzeilungen]. — K.: Kultur-Iige, 1929. — 312 s. — (B-k «Id. Schreiber»; № 11). Дер Ністер. Марення: [Оповідання].
- ניסטער. דער .66־52ז No. 12 ־ .1937 ־ פארמעסט. // מאשבער״(מישפאכע ״די ראמאנ פונעמ)פראגמענט :אנזעצ ערעוו Дер Ністер. Напередодні банкрутства: (Фрагмент з роману «Родина Машбер»)